# Zlata nit
Zlata nit je medijsko-raziskovalni projekt, ki so ga leta 2007 zasnovali sodelavci časnika Dnevnik. Pri projektu, ki je namenjen izboru najboljšega zaposlovalca v Sloveniji, sodelujejo različni strokovnjaki in širša javnost, častni pokrovitelj pa je Ministrstvo za delo, družino in socialne zadeve Republike Slovenije.

## Začetki projekta
Projekt Zlata nit je v letu 2007 zasnovala skupina sodelavcev časnika Dnevnik v sodelovanju z ekonomskimi in kadrovskimi strokovnjaki Univerze v Ljubljani . Ta je ob pomoči uveljavljenih strokovnjakov razvoja kulture podjetnosti, ustvarjalnosti in inovativnega vodenja idejo razvila v izbor najboljših zaposlovalcev v Sloveniji. Projekt poteka v sodelovanju s časopisom Dnevnik, ki medijsko spodbuja promocijo podjetniške inovativnosti in primere dobrih praks, razvoj poslovanja ter kakovostna delovna mesta.

## Sodelujoči
Pri projektu Zlata nit aktivno sodelujejo različni strokovnjaki, predstavniki ustanov civilne družbe in interesnih organizacij, pa tudi zaposleni in njihovi delodajalci. Z možnostjo glasovanja lahko pri izboru sodeluje tudi najširša slovenska javnost. Zaradi velikega števila vpletenih strokovnjakov z različnih področij in širše javnosti, ki zagotavljajo reprezentativnosti sodelujočih v projektu, nudi Zlata nit verodostojne letne ocene  stanja na področju zaposlovanja in podjetništva v Sloveniji.

## Metodologija
Razvoj metodologije izbora, ki se odvija pod nadzorom priznanih teoretikov in praktikov, temelji na medorganizacijskem povezovanju in kolektivnemu znanju in sledi smernicam na področju zaposlovanja in delovne sile ter razvoju ustvarjalnosti, ekonomije in inovativnosti. Za metodologijo in njeno izvedbo skrbi družba Mediade.

## Namen
S projektom Zlata nit želijo spodbuditi dinamičen razvoj zaposlenih in organizacij. Poudarek je tudi na ohranjanju in spodbujanju konkurenčnosti slovenskega gospodarstva.

## Potek izbora
Izbor najboljšega zaposlovalca v projektu Zlata nit poteka po sedmih korakih. Izbor v prvem delu poteka z ugotavljanjem uspešnosti podjetja po metodi uravnoteženih kazalnikov ter z anketiranjem zaposlenih z vprašalnikom, pripravljenem posebej za projekt Zlata nit. S tem vprašalnikom ugotavljajo kakovost odnosov med zaposlenimi in organizaciji. Odgovori na vprašalniku so predstavljajo 80 odstotkov končne ocene. Sledi analiza pridobljenih rezultatov in javna objava seznama 101 najboljšega zaposlovalca po abecednem vrstnem redu ter 21 finalistov v posameznih kategorijah. Podjetja so pri projektu razdeljena v tri kategorije, in sicer mala (do 50 zaposlenih), srednje velika (od 50 do 250 zaposlenih) ter velika podjetja (več kot 250 zaposlenih). Nadaljnje informacije pridobijo člani strokovnega odbora, ki z vodilnimi v podjetjih opravijo intervjuje. Intervjuji zajemajo 21 vprašanj, s katerimi ugotavljajo različne elemente, na primer edinstvenosti in izjemnost organizacije, dejavnike uspeha ter družbeno odgovornost. Končni izbor opravi izborna komisija, ki je sestavljena iz uglednih posameznikov. Pri ocenjevanju uspešnosti podjetij uporabijo tudi druge kazalnike, in sicer donosnost kapitala, rast poslovanja ter dodano vrednost na vsakega zaposlenega.  V naslednjem koraku  svoje mnenje preko glasovanja podajo bralci in obiskovalci spletišča. Sledi ocena strokovnega sveta in odločitev izborne komisije, projekt pa se zaključi z razglasitvijo najboljših zaposlovalcev.
Projekt Zlata nit poteka od jeseni do spomladi. Sklepni del je svečana prireditev s podelitvijo priznanja Zlata nit za zmagovalca v vsaki od kategorij, diplom vsakemu od 21 finalistom ter priznanj za posebne dosežke.

## Sodelujoča podjetja
Podjetjem, sodelujočim pri projektu Zlata nit, sta zagotovljeni zaupnost podatkov in anonimnost anketirancev. Sodelujoča podjetja so aktivna z različnimi dejavnostmi. Njihove strokovne službe izpolnijo vprašalnik o uspešnosti, zaposleni izvedejo ankete, najvišja vodstva podjetij, ki so se uvrstila med finaliste, sodelujejo v intervjuju o odnosu med zaposlenimi in organizacijo, zaželeno pa je tudi sodelovanje z uredništvom tematske priloge Zaposlitev & Kariera in prisotnost na razglasitvi rezultatov izbora.

## Organizacija izbora
V organizacijski odbor so vključeni vodstvo projekta ter predstavniki Dnevnika in Mediade. Izborna komisija, v kateri so predstavniki zaposlovalcev, zaposlenih, množičnih medijev civilnodružbenih ustanov ter strokovne javnosti, na podlagi podatkov, ki jih pridobijo v postopku zbiranja informacij, oceni finaliste izbora.  Za razvoj podjetniške miselnosti in promocijo dobrih praks pri upravljanju s človeškimi viri skrbi strokovni svet izbora.

## Raziskave
Argio Sabadin in Boštjan Bajec poročata o petih faktorjih, v katere se združujejo podatki, pridobljeni z vprašalnikom o kakovosti odnosa med zaposlenimi in organizacijo pri projektu Zlata nit:
- vzpodbudno delovno okolje in vodenje
- samostojnost pri delu
- možnost za razvoj kariere
- obremenitev pri delu
- predanost podjetju in povezanost s sodelavci

Raziskave so pokazale, da z velikostjo podjetja padajo dosežki na faktorjih spodbudno delovno okolje in vodenje, samostojnost pri delu in razvoj kariere. Obremenitev pri delu se med različno veliki podjetji ne razlikuje, faktor predanost podjetju in povezanost s sodelavci pa je najnižje izražen pri srednje velikih podjetjih.  Fluktuacija  je večja pri manj spodbudnem delovnem okolju in vodenju z večjo delovno obremenitvijo. Delovno okolje in vodenje zaposleni zaznavajo bolj spodbudno, če organizacija spremlja in skrbi za razvoj perspektivnih kadrov,  če ima načrt razvoja kariere in če sistematično skrbi za nasledstvo. Različne oblike dela s kadri se ne povezujejo z občutki obremenitve pri delu in predanostjo podjetju ter povezanostjo s sodelavci. Prisotnost mentorjev oziroma trenerjev se ne povezuje z nobeno od dimenzij klime. Ukvarjanje s človeškimi viri ima v splošnem pozitiven vpliv na organizacijsko klimo v podjetju. Uspešnost podjetja in organizacijska klima pa sta med seboj povezani.

## Zlata praksa
Izbor Zlata nit se je na pobudo proizvodnih podjetij in družb v letu 2012 dopolnil z natečajem za posebno priznanje v kategoriji Zlatih praks. Organizacije lahko za Zlato prakso prijavijo projekte, prakse, ideje, pristope ali aktivnosti, ki so usmerjene v preskoke oziroma kolektivni napredek.